# Feneco
O feneco (Vulpes zerda) ou raposa-do-deserto, é uma pequena raposa crepuscular nativa do deserto do Saara e da Península do Sinai. É o menor de todos os canídeos e apresenta inúmeras adaptações ao clima desértico, como seu corpo pequeno, patas peludas e orelhas excepcionalmente grandes, que são utilizadas para regular o calor. Sua pelagem e suas funções renais também são adaptadas às altas temperaturas e à escassez de água. Possui uma audição sensível para ouvir presas se movendo no subsolo. É um animal onívoro, se alimentando de invertebrados e pequenos vertebrados, bem como de frutas e tubérculos.

## Descrição

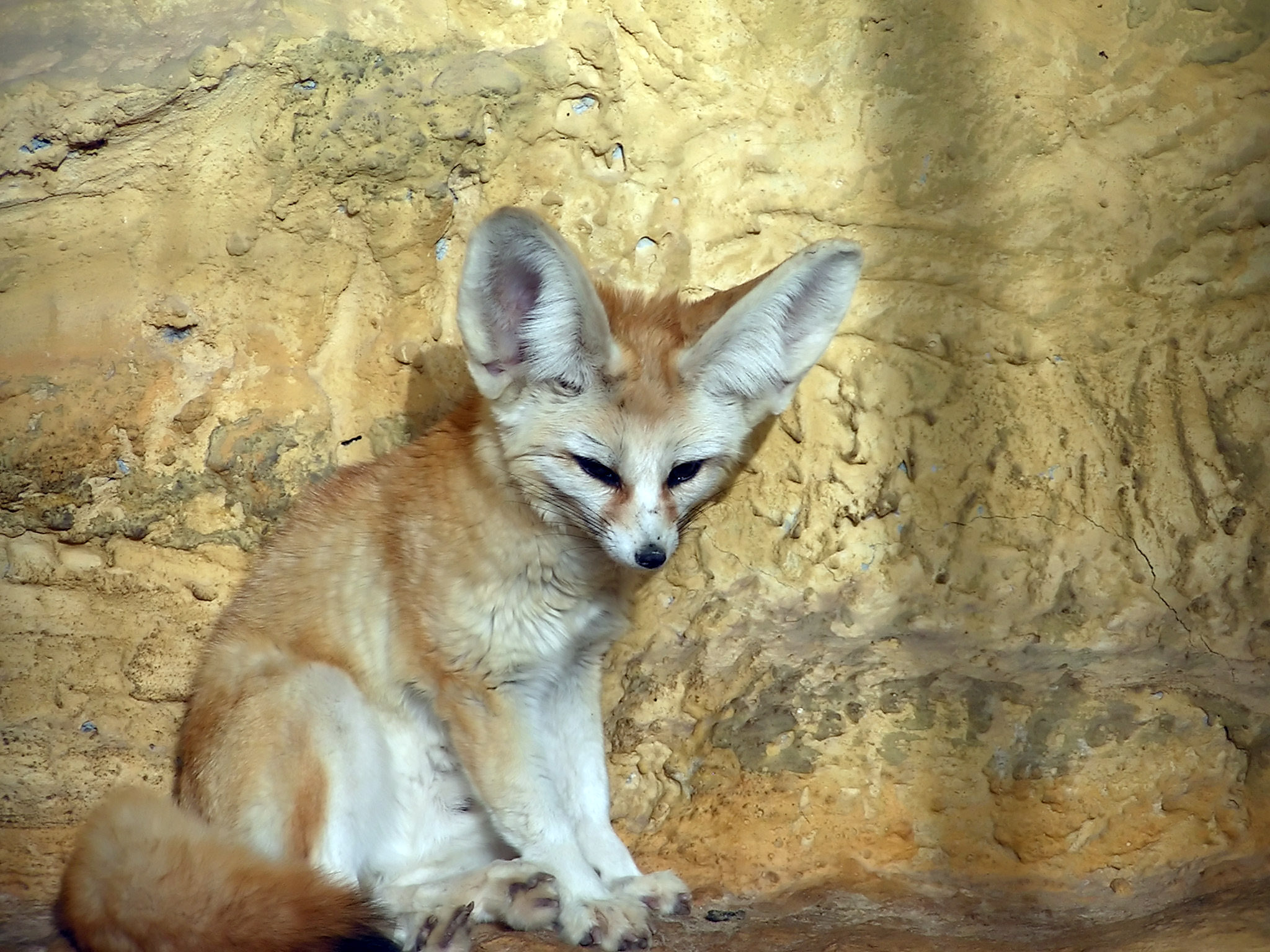
Feneco no Jardim para Pesquisa Zoológica, Universidade de Tel Aviv, Israel.

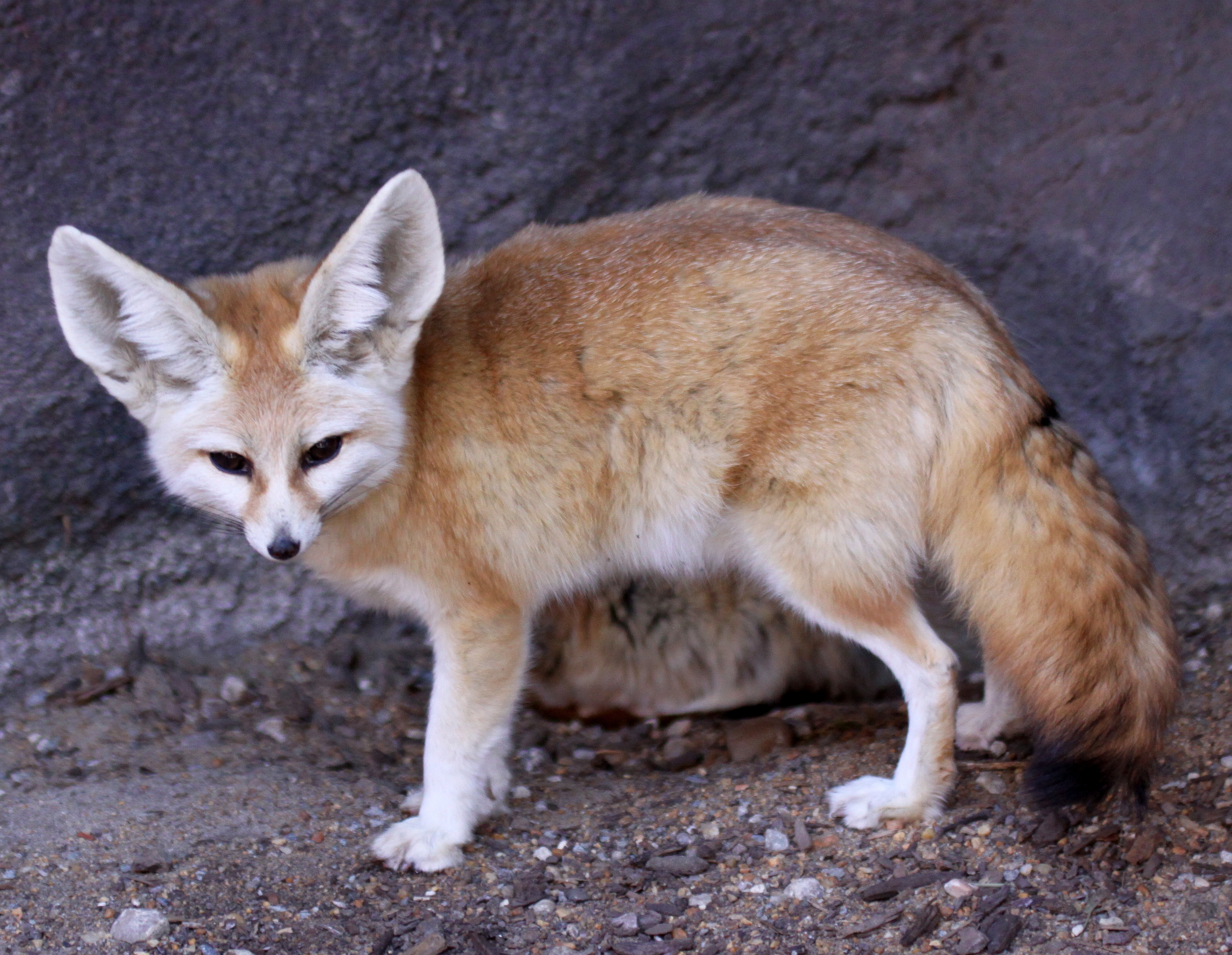
Feneco

O feneco é o menor de todos os canídeos, com orelhas excepcionalmente grandes, representando 20% da superfície corporal. Em geral, o comprimento cabeça-corpo mede 24–41 cm e a cauda varia de 18–31 cm, pesando de 0,68 a 1,6 kg. Não apresentam dimorfismo sexual, mas as fêmeas são ligeiramente menores que os machos. As proporções do crânio correspondem às de outras espécies de Vulpes, mas apresenta cavidades timpânicas muito grandes, uma característica típica de habitantes do deserto. Suas orelhas são usadas tanto para dissipar o calor quanto para localizar as presas que se movem sob a areia.
A pelagem é amarelada na superfície dorsal, com um tom fulvo claro, e as partes inferiores e os membros são brancos. Suas orelhas têm listras longitudinais avermelhadas no dorso, com o interior e as bordas brancas. Os olhos são grandes e escuros, emoldurados por uma linha escura que vai do canto interno até o focinho, que é preto.
A pelagem é muito espessa, longa e macia; o pelo denso dos pés se estende para cobrir as almofadas da pata, uma adaptação para o clima desértico. A cauda também é bem peluda, com uma mancha ligeiramente mais escura cobrindo a glândula caudal conspícua e uma ponta marrom-escura. As fêmeas têm três pares de tetas. O feneco muda sua pelagem do verão para o inverno, com a pelagem do verão sendo ligeiramente mais curta e mais clara que a do inverno. Os animais jovens apresentam um padrão de pelo semelhante ao dos adultos, mas são mais claros e têm pouco ou nenhum vermelho no pelo e suas marcas faciais escuras são apenas fracamente pronunciadas.
Os rins do feneco são projetados para filtrar urina altamente concentrada usando o mínimo de água possível. A taxa de metabolismo do feneco é muito baixa, 33% abaixo do que os animais de seu tamanho costumam ter. Seu coração é 40% menor do que o esperado para sua altura. Se a temperatura externa for inferior a 35 °C, o feneco respira a 23 baforadas por minuto. No entanto, se esse valor for excedido, a taxa de respiração pode aumentar para até 690 respirações por minuto. Os vasos sanguíneos nas orelhas e nas plantas dos pés dilatam com o aumento da temperatura para liberar o máximo de calor possível.
O feneco tem 2n = 32 cromossomos.

## Habitat
Os seus habitats são principalmente, as regiões desérticas, semidesérticas e montanhosas do Norte da África ao norte do Sinai e da Península Arábica. Normalmente, eles são os únicos canídeos em grandes habitats de dunas de areia. Em pequenas dunas de areia ou dunas fixas com vegetação, podem compartilhar esses habitats com a raposa-de-rueppell e o chacal-dourado. Embora simpátricos com outros canídeos, parecem tolerantes a uma ampla gama de habitats, incluindo, mas não se limitando a, zonas mais secas e de temperatura mais alta do que outras espécies; a capacidade de escavar em substratos mais arenosos do que outros canídeos também pode fornecer aos fenecos uma vantagem competitiva em sistemas de dunas.

## Comportamento e ecologia

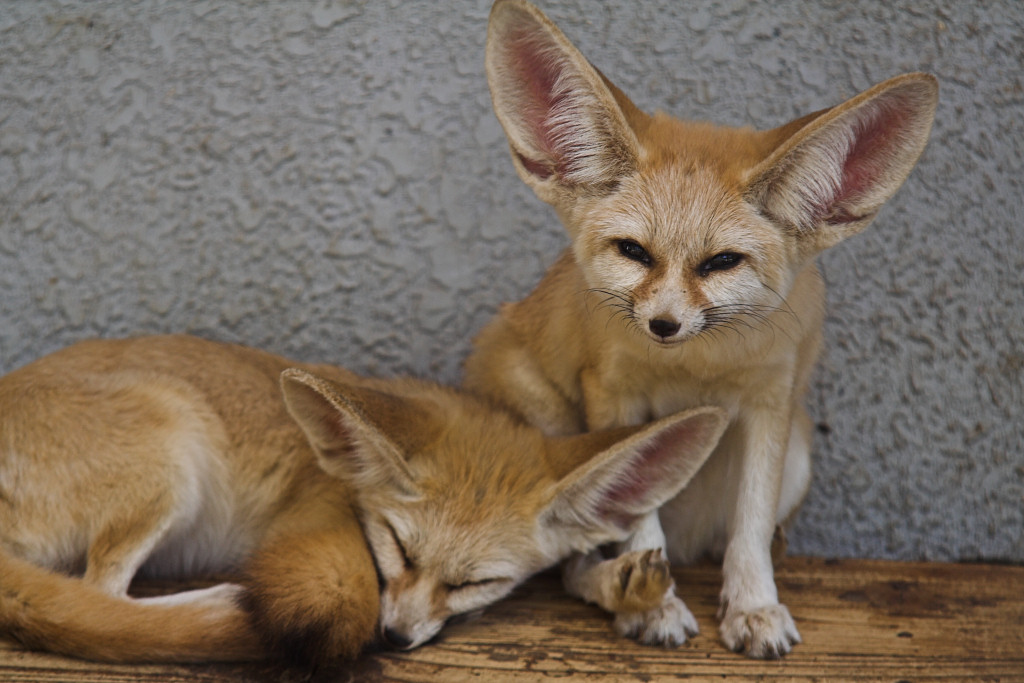
Dois fenecos

Um feneco cava sua toca na areia, seja em áreas abertas ou em locais protegidos por plantas com dunas de areia estáveis. Em solos compactados, as tocas têm até 120 m2 de largura, com até 15 entradas diferentes. Em alguns casos, famílias diferentes interconectam suas tocas ou as localizam próximas umas das outras. Em areia macia e mais solta, as tocas tendem a ser mais simples, com apenas uma entrada levando a uma única câmara.
Os fenecos são considerados moderadamente sociais, mas esta evidência é baseada principalmente em animais em cativeiro. Essas raposas vivem em pequenas comunidades, cada uma habitada por talvez dez indivíduos. Como outros canídeos, os machos marcam seu território com urina e se tornam competidores agressivos quando a temporada de acasalamento chega a cada ano.

### Caça e dieta

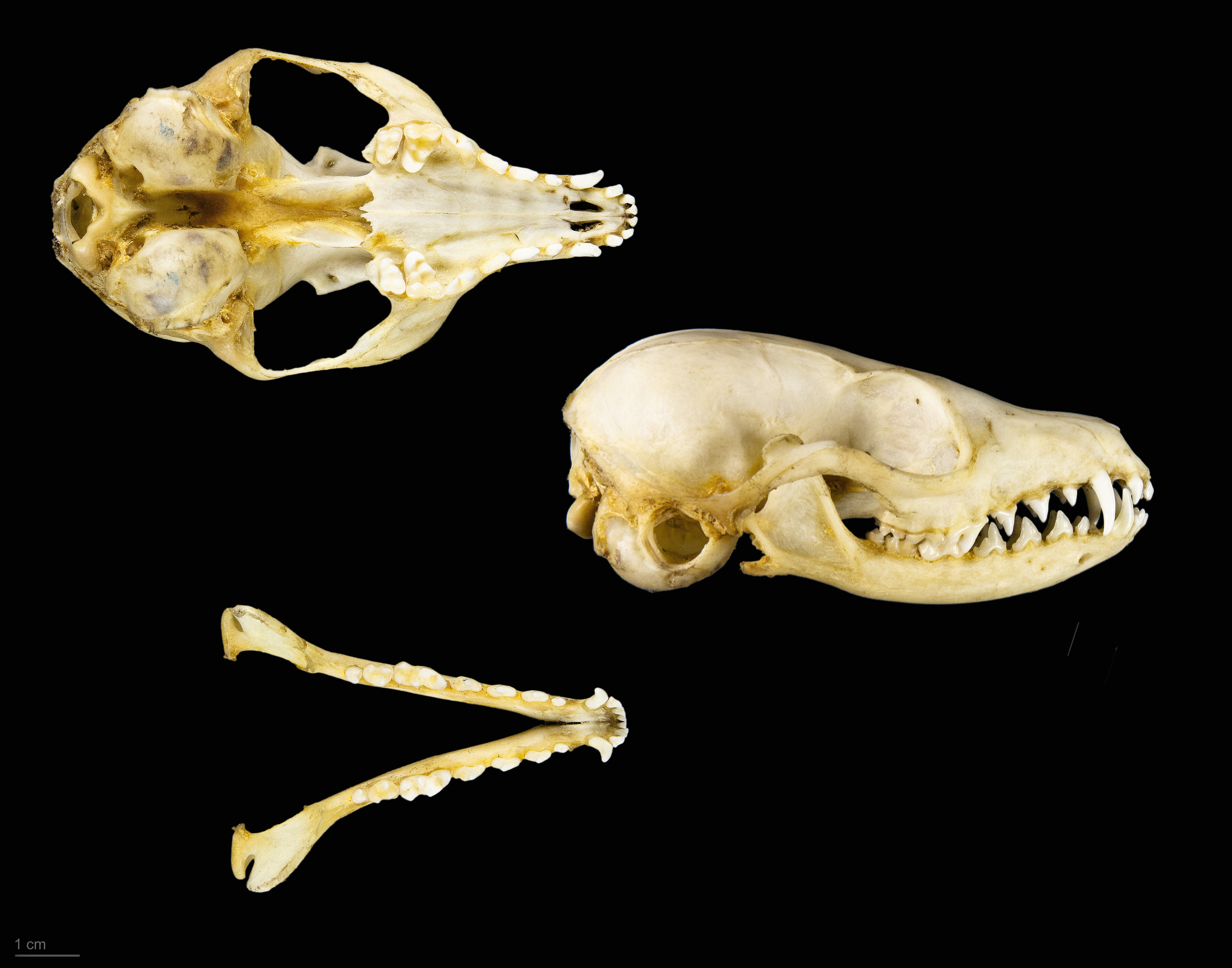
Vulpes zerda - MHNT

O feneco é um onívoro, alimentando-se de pequenos roedores, lagartos, lagartixas, aves pequenas e seus ovos, frutas e também alguns tubérculos. Geralmente depende da quantidade de umidade da presa, sendo capaz de passar longos períodos sem água, mas bebe água quando disponível.
Ele caça sozinho e cava na areia por pequenos vertebrados e insetos. Alguns indivíduos foram observados enterrando presas para consumo posterior e em busca de alimento nas proximidades de assentamentos humanos.

### Reprodução

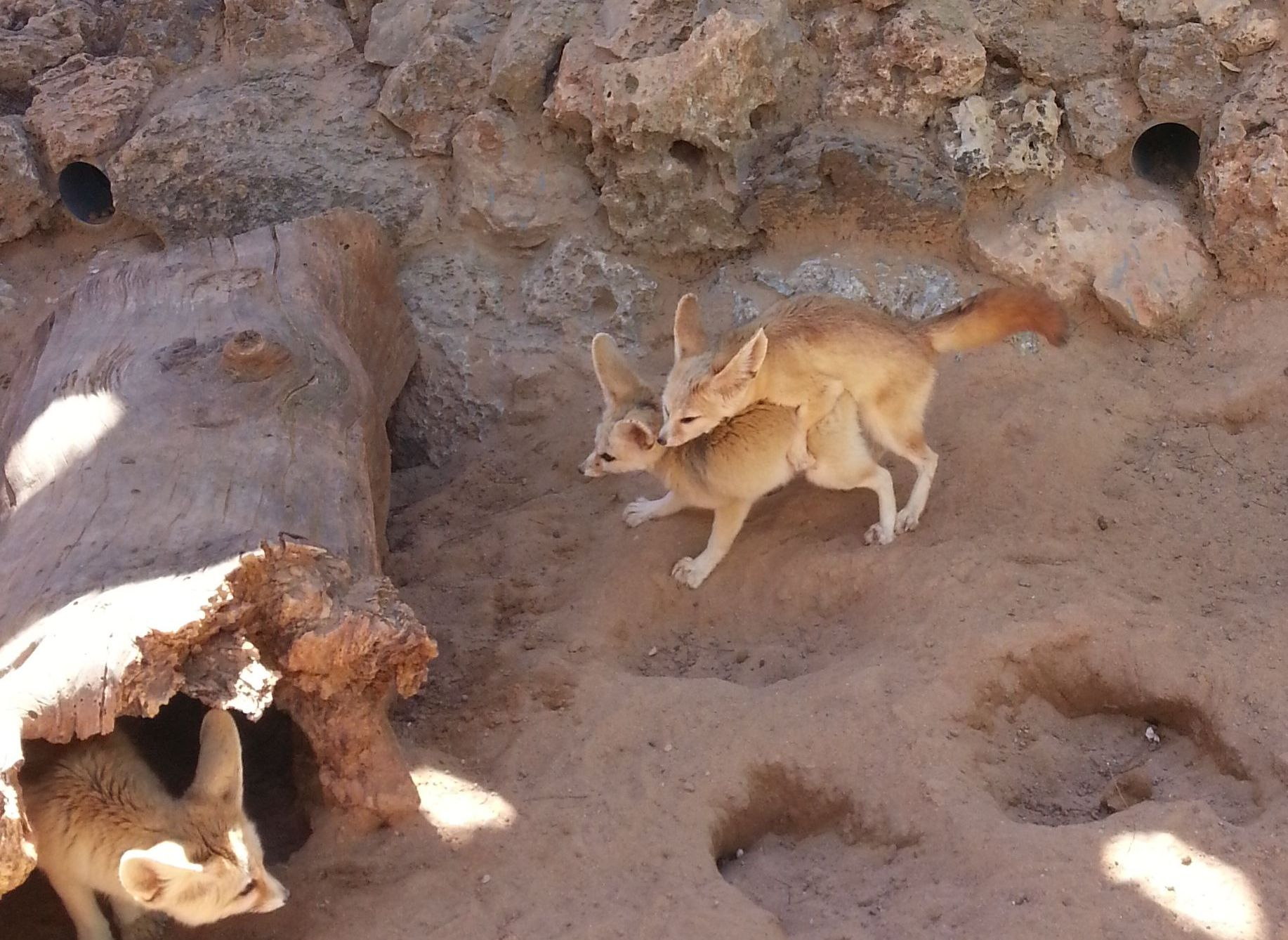
Três fenecos

Fenecos em cativeiro atingem a maturidade sexual por volta dos nove meses e acasalam entre janeiro e abril. Eles geralmente se reproduzem apenas uma vez por ano. O vínculo de cópula dura até duas horas e 45 minutos. A gestação dura entre 50 e 52 dias, às vezes também até 63 dias. Após o acasalamento, o macho torna-se muito agressivo e protege a fêmea, fornece-lhe comida durante a gravidez e lactação. Tanto a fêmea quanto o macho cuidam dos filhotes. Eles se comunicam latindo, ronronando, latindo e guinchando. Os filhotes permanecem na família mesmo após o nascimento de uma nova ninhada. Os filhotes de fenecos amamentam por mais tempo do que os de outras raposas, e o desmame pode não ocorrer até quase 3 meses de idade. A maturidade sexual vem com a obtenção do tamanho de adulto aos 6 a 9 meses de idade. Em cativeiro, a longevidade máxima registrada é de 14 anos para machos e 13 anos para fêmeas.

### Predadores
Existem relatos sobre caracais, chacais, hienas-listradas e cães domésticos atacando fenecos, mas, por serem anedóticos, são questionáveis. Os nômades consideram-nos muito difíceis de capturar, mesmo para o saluki, um cão parecido com o galgo local. No entanto, o bufo-de-verraux e espécies de aves do gênero Bubo em geral atacam filhotes de fenecos.

## Ameaças e conservação
O feneco é listado como de menor preocupação pela IUCN, pois é relativamente difundido em seus habitats, e atualmente não há grandes ameaças conhecidas que possam resultar em um declínio populacional que justificaria a listagem em uma categoria ameaçada. Está listado no Apêndice II do CITES e é legalmente protegido em Marrocos (incluindo Saara Ocidental), Argélia, Tunísia e Egito. No Norte da África, a principal ameaça parece ser as armadilhas para exibição ou venda aos turistas. O feneco é criado comercialmente como um animal doméstico exótico.